# Kollerup-Fjerritslev
Kollerup-Fjerritslev is een parochie van de Deense Volkskerk in de Deense gemeente Jammerbugt. De parochie maakt deel uit van het bisdom Aalborg en telt 3356 kerkleden op een bevolking van 3736 (2015).
Historisch maakte het gebied van de parochie deel uit van de herred Vester Han. Het werd in 1970 opgenomen in de nieuw gevormde gemeente Fjerritslev, die in 2007 opging in Jammerbugt.
De parochie ontstond in 2012 toen Kollerup werd samengevoegd met Fjerritslev tot de nieuwe parochie. 

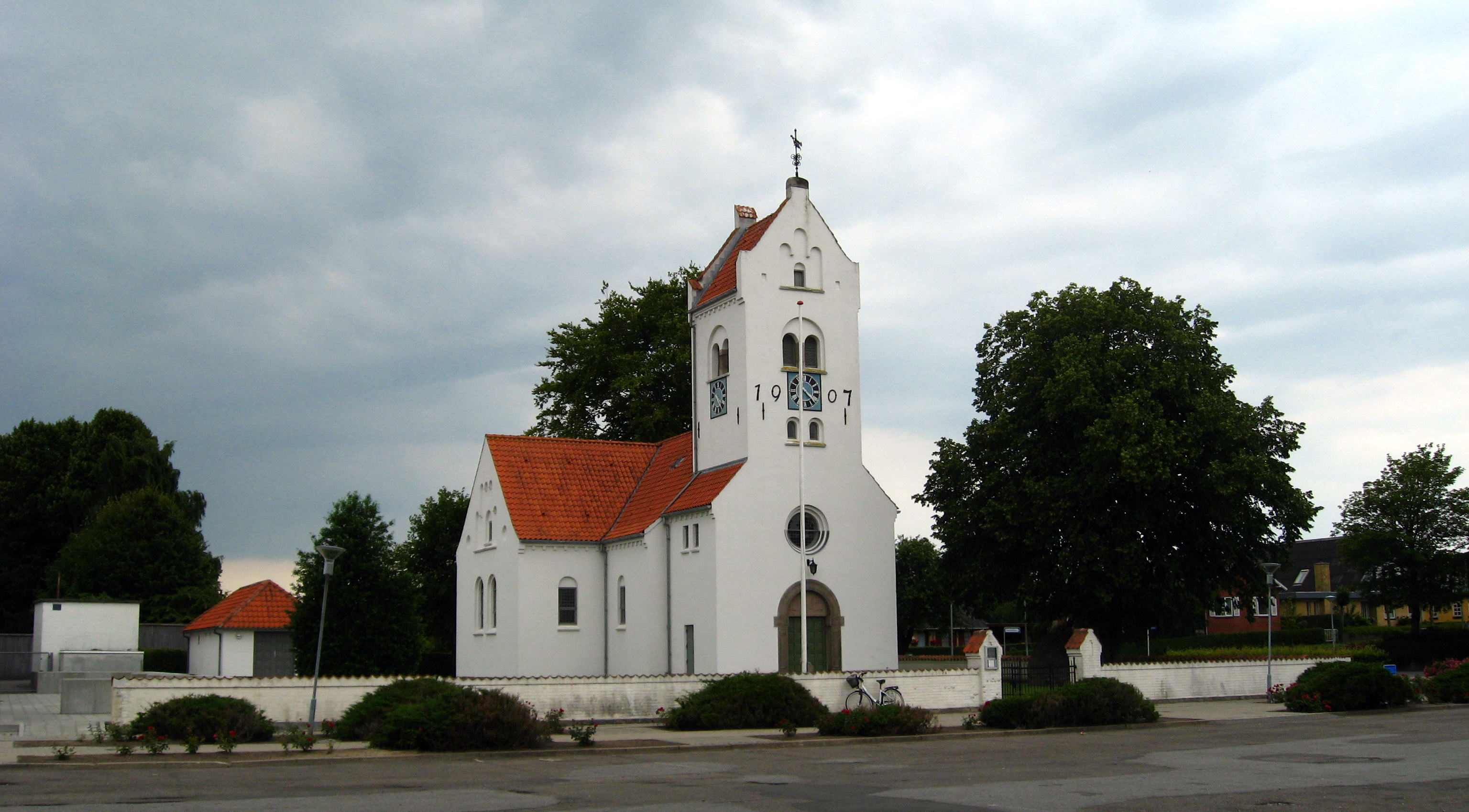
Fjerritslev Kirke

Aaby · Alstrup · Bejstrup · Biersted · Brovst · Fjerritslev · Gjøl · Gøttrup · Haverslev · Hjortdal · Hune · Ingstrup · Jetsmark · Kettrup · Klim · Koldmose · Kollerup · Langeslund · Lerup · Øland · Øster Svenstrup · Saltum · Skræm · Torslev · Tranum · Vedsted · Vester Hjermitslev · Vester Torup · Vust